# Thiago Bissoni
Thiago Tietz Bissoni (Paraná, 03 de agosto de 1988), mais conhecido como Bissoni, é um jogador de futebol de salão brasileiro naturalizado italiano. Foi campeão do Mundial Universitário de Futsal em 2016, sendo o capitão do elenco. Atualmente joga no Olmissun da Croácia.

## Carreira
Dentre os títulos conquistados estão:
Thiago Bissoni viveu do esporte a vida inteira, iniciando sua trajetória na Portuguesa, passando por todas categorias de base, iniciando no ano de 1994 com apenas 6 anos. Em 1999 teve uma passagem rápida pela base do Corinthians, e seguiu sua trajetória na Portuguesa, atuando com grandes nomes do futebol brasileiro e mundial, como Paulinho, Everton Ribeiro e Maikon Leite).
Com 14 anos conciliando a base no futsal e a base do futebol, fez sua primeira experiência internacional em 2003, disputando um campeonato no Chile (Laserenacup) consagrando-se campeão do torneio. Com 17 anos decidiu seguir apenas no futebol de campo, sendo contratado pelo AD Guarulhos, com 18 anos se transferiu para o Flamengo de Guarulhos jogando a Copa São Paulo de Futebol Junior.
Após esse período decidiu não seguir no futebol e se dedicar apenas ao futsal, retornou sua carreira no time da cidade onde morava e no ano seguinte se transferiu para o São Caetano Futsal, na época considerado o melhor time da categoria Sub-20, ganhou títulos e conquistou espaço já no time profissional muito rápido, sendo convocado para Seleção Brasileira Sub-20.
No final da temporada, em 2008, teve uma grave lesão em uma partida válida pela Semifinal do Campeonato Paulista, considerando-se uma das lesões mais graves já vista na modalidade, ficou 2 anos afastado passando por 2 cirurgias no mesmo joelho.
Conseguiu seu retorno gradativo e seguiu sua jornada profissional, tendo passagens pela Itália, Bélgica e sendo campeão e destaque individual. Retornou para Itália em 2018, aonde conseguiu sua dupla cidadania, e com o destaque alcançado foi convocado para Seleção Italiana de futsal.
Atualmente é jogador da equipe Ecocity Futsal Genzano.

## Títulos
Dentre os títulos conquistados estão:
- 2009/10 - Campeão Taça Brasil
- 2011 - Campeão Liga Paulista Metropolitano
- 2012 - Campeão Jogos Abertos
- 2014 - Jogos Regionais
- 2016 - Campeão Mundial Universitário
- 2016/17 - Campeão Belga
- 2016/17 - Campeão BeneCup
- 2016/17 - Campeão SuperCup Belga
- 2017/18 - Campeão Belga
- 2017/18 - Campeão Copa Belga
- 2017/18 - Campeão SuperCup Belga
- 2020/21 - Vice-Campeão Coppa Italiana
- 2021/22 - Vice-Campeão Super Coppa Italiana
- 2021/22 - Vice-Campeão do Campeonato Italiano
- 2022/23 - Vice-Campeão Croata